# Time (Elisa)
Time è un singolo della cantautrice italiana Elisa, pubblicato il 22 luglio 2002 come secondo estratto dal terzo album in studio Then Comes the Sun.

## Descrizione
La canzone parla dell'aspetto divertente dello scorrere del tempo (che è infatti inteso come ritmo). È l'unica canzone nell'album Then Comes the Sun ad avere un arrangiamento prettamente elettronico, diversamente dall'andamento rock del resto dell'album. Questa inoltre è tuttora l'ultima canzone di Elisa di cui siano stati pubblicati remix di genere dance.
Per questo singolo non è stato girato alcun video musicale.
Il brano è incluso nell'edizione italiana del film A Time for Dancing di Peter Gilbert.

## Pubblicazione
Il singolo è stato pubblicato in una versione remixata dai Planet Funk inizialmente su 12" e in seguiti anche su CD. Non esiste la versione promozionale. Con l'avvento del formato digitale, il singolo è stato pubblicato negli anni seguenti anche in quest'ultimo formato.

## Tracce
Testi e musiche di Elisa.
CD singolo, download digitale
1. Time (Planet Funk Radio Edit) - 3:46
2. Time (Planet Funk Extended Club Mix) - 8:56
3. Time (Album Version) - 3:56

12"
A1. Time (Planet Funk Extended Club Mix) - 8:56

B1. Time (Planet Funk Radio Edit) - 3:46

B2. Time (Album Version) - 3:56